# Dunière (canton)
Pour les articles homonymes, voir Dunière.
Dunière est un canton canadien de l'est du Québec situé dans la région administrative du Bas-Saint-Laurent dans la vallée de la Matapédia.  Il fut proclamé officiellement le 7 mai 1921.  Il couvre une superficie de 36 420 hectares.

## Toponymie
Le toponyme Dunière est en l'honneur de Louis Dunière (1723 - 1806) qui fut, entre autres, député à la Chambre d'assemblée du Bas-Canada et capitaine de milice lors de l'invasion américaine de 1775.